# Prefeitura de Hotan
| Dados básicos    | Dados básicos           |
| ---------------- | ----------------------- |
| Região Maior:    | Noroeste da China       |
| Região Autônoma: | Xinjiang                |
| Status:          | distrito administrativo |
| População:       | 2.504.718 (2020)        |
| Área:            | 248.946 km²             |
|                  |                         |

Hotan é uma região administrativa chinesa no sul da Região Autônoma Uigur de Xinjiang, no noroeste da República Popular da China, com uma área total de 248.946 km² e 2.504.718 habitantes (no censo de 2020). No final de 2018, a população era de 2,53 milhões. 
Sua capital é a cidade de Cotã, que foi a capital do Reino de Hotan do primeiro ao décimo século d.C. A Rota da Seda, que ia da China para a Europa, passava por Hotan.